# 袋町停留場
袋町停留場（日语：／ Fukuro-machi teiryūjō */?），又稱袋町電車站，是位於廣島縣廣島市中區中町和袋町，廣島電鐵宇品線的電車站。車站編號為U2。

## 歷史
在1912年（大正元年），宇品線紙屋町至御幸橋之間開通，此電車站啟用。在戰時中的1942年（昭和17年），此電車站一度廢止，在戰後再次啟用。
在戰前，鄰近電車站國泰寺內設有一座巨型樟樹。該電車駛過於巨型樟樹前的姿態成為了廣島市內的著名場所，該景色被收錄在明信片的其中一個題材。可是在被投下原子彈後，巨型樹木便不存在。
- 1912年（大正元年）11月23日 - 宇品線紙屋町至御幸橋之間開通，此電車站啟用[2]。
- 1942年（昭和17年）5月起 - 電車站廢止。在戰後（日期不詳）復活[2]。

## 電車站構造
電車站是建造在共用行車道上。電車站設有2面2線的相對式低地台月台（千鳥式月台），路線向南北兩邊延伸，月台之間設有路口。路口北邊是廣島港方向的下行月台，南邊是紙屋町和本線方向的上行月台。
電車站鄰近廣島和平紀念公園。在廣島港方向的電車會廣播此站為「和平紀念公園入口」。此電車站通常沒有車站職員當值，在舉行花節時會有車站職員於此站負責收取車費和車票。

### 運行系統
此電車站是宇品線電車站之一。0、1、3、7系統會駛入此站。
| 下行月台 | 1號線 · 3號線 | 前往廣島港     |
| 下行月台 | 3號線         | 前往宇品二丁目 |
| 下行月台 | 0號線 · 7號線 | 前往廣電本社前 |
| 下行月台 | 0號線         | 前往日赤醫院前 |
| 上行月台 | 1號線         | 前往廣島站     |
| 上行月台 | 3號線         | 前往廣電西廣島 |
| 上行月台 | 7號線         | 前往橫川站     |

## 電車站周邊
在1992年（平成4年）前，此電車站鄰近舊日本銀行廣島分店，被指定為廣島市重要文化財產。東北方設有賴山陽史蹟資料館。
- 廣島和平紀念公園（廣島和平紀念資料館）
- NHK廣島放送局（NHK廣島放送中心大樓）
- 廣島電視台放送中町大廈（舊總部）
- 平和大通
- 廣島全日空皇冠假日飯店
- 袋町裏通（日语：袋町裏通り）
- 山口銀行廣島分店
- 福岡銀行廣島分店
- 駿河銀行（日语：スルガ銀行）大阪分店廣島出張所
- 袋町巴士站（廣電巴士（日语：広電バス）、廣島巴士（日语：広島バス））
  - 只有南行（市政廳前方向）。北行巴士站（紙屋町、八丁堀、廣島站、牛田本町方向）比較接近本通停留場。</ref>

## 相鄰電車站
廣島電鐵
■宇品線
本通（U1）－袋町（U2）－中電前（U3）

## 注腳
1. 1 2 3 4  《広電が走る街 今昔》69-70頁
2. 1 2 3  《広電が走る街 今昔》150-157頁
3. 1 2 3 4  川島令三. . 【図説】 日本の鉄道. 第7巻 広島エリア. 講談社. 2012: 10・79頁. ISBN 978-4-06-295157-9 （日语）.
4. 1 2  川島令三.  中国篇 2. 草思社. 2009: 103・109頁. ISBN 978-4-7942-1711-0 （日语）.

## 外部連結
- 袋町 | 電車情報：電停指南 （页面存档备份，存于）（日語） - 廣島電鐵